# Microregione di Passos
Passos è una microregione del Minas Gerais in Brasile, appartenente alla mesoregione di Sul e Sudoeste de Minas.

## Comuni
È suddivisa in 14 comuni:
- Alpinópolis
- Bom Jesus da Penha
- Capetinga
- Capitólio
- Cássia
- Claraval
- Delfinópolis
- Fortaleza de Minas
- Ibiraci
- Itaú de Minas
- Passos
- Pratápolis
- São João Batista do Glória
- São José da Barra